# La Barrière
Pour la falaise de Colombie-Britannique, voir Coulée de lave de Rubble Creek.
Pour plus de détails, voir Fiche technique et Distribution.
La Barrière (titre original Bariera) est un film polonais réalisé par Jerzy Skolimowski, sorti en 1966.

## Synopsis
L'histoire est surréaliste. Nous sommes plongés dans l'univers mental chaotique et désordonné d'un jeune étudiant errant dans la grande ville, univers mental dominé par l'horreur de la contrainte. Au cours de ses déambulations agitées et de ses élucubrations les plus folles, il rencontrera une jeune fille, conductrice de tramway, qui ne le laissera pas indifférent.

## Fiche technique
- Titre original : Bariera
- Titre français : La Barrière
- Réalisation : Jerzy Skolimowski
- Scénario : Jerzy Skolimowski
- Musique : Krzysztof Komeda
- Décors : Roman Wolyniek
- Costumes : Leonard Mokicz
- Photographie : Jan Laskowski
- Son : Wieslawa Dembinska
- Montage : Halina Prugar Keitling
- Pays d'origine : Pologne
- Format : noir et blanc - mono - 35 mm
- Genre : drame
- Durée : 77 minutes
- Date de sortie : 1966

## Distribution
- Jan Nowicki : le jeune homme
- Joanna Szczerbic : la conductrice de tramway
- Tadeusz Łomnicki : un docteur
- Maria Malicka : la femme de ménage
- Zdzislaw Maklakiewicz : le vendeur de journaux
- Ryszard Pietruski (en) : le maître d'hôtel
- Bogdan Baer : un homme au bar/un automobiliste
- Henryk Bak : un docteur
- Stefan Friedmann : le conducteur de tramway demandant de l'aide
- Ryszarda Hanin : la chef d'équipe du dépôt des trams
- Andrzej Herder : Manius
- Malgorzata Lorentowicz : la propriétaire de l'appartement
- Zygmunt Malanowicz : Eddy
- Gabriel Nehrebecki : le dandy
- Stanislaw Tym : un serveur/le présentateur
- Zbigniew Zapasiewicz : le faux aveugle
- Andrzej Zarnecki : le photographe
- Janusz Gajos : un conducteur de tramway
- Janusz Bukowski : un conducteur de tramway
- Marian Kociniak : un conducteur de tramway
- Zdzislaw Lesniak : un conducteur de tramway
- Slawomir Lindner : l'homme brandissant le sabre au restaurant
- Krzysztof Litwin : un serveur
- Adam Pawlowski : un serveur
- Adam Perzyk : un serveur
- Witold Sobocinski : le serveur qui casse des assiettes
- Jerzy Turek : un serveur
- Marian Wojtczak
- Michal Zolnierkiewicz : un serveur/un barman